# 옥천 가산사 목불
옥천 가산사 목불(沃川 佳山寺 木佛)은 충청북도 옥천군 안내면 답양리, 가산사에 있던 목불이다. 1980년 11월 13일 충청북도의 유형문화재 제77호로 지정되었다가, 1992년 10월 23일 문화재 지정이 해제되었다.

## 개요
가산사는 신라 성덕왕 19년(720)에 창건되었는데 조선시대의 영규대사와 조헌이 중수하였다고 전래된다.
목조불상은 극락전에 주존불로 봉안되어 있으며, 최근 발견된 복장유물에 의하여 조선 인조 2년(1624)에 조성된 것이 확인되었다.
장식이 없는 평면 대좌 위에 약간 구부러진 몸으로 결가부좌하였으며, 법의는 통견이다. 수인은 아미타인을 하고 있다. 머리 위에는 작은 육계와 나발이 있고, 전체적으로 근엄한 인상을 주고 있다. 크기는 좌고(坐高) 75cm이다.

## 해제 사유
1991년 5월 5일 안내면 답양리에 있는 가산사에서 전기누전으로 인해 화재가 발생, 충청북도 문화재 제77호인 아미타여래좌상(목불)이 불에 탔다. 이날 불은 5일 밤 9시30분 발생해 본당 47.9m2를 모두 태우고 불이 난 지 2시간 30분만에 3천여만원의 재산피해를 냈다. 이날 불탄 목불은 1624년(조선 인조 2년)에 제작된 것으로, 80년 도 문화재로 지정되었다.

## 참고 자료
- 가산사목불 - 국가유산청 국가유산포털